# Diradops curvatoria
Diradops curvatoria là một loài tò vò trong họ Ichneumonidae.